# Kofi Dakinah
Yari Kofi Kuranchi Dakinah (født 1. februar 1980) er en dansk tidligere fodboldspiller, der spillede for forsvar.

## Karriere
Han er født i København. Dakinah har spillet i Danmark og England for F.C. København, Herfølge BK, Walsall, Kidderminster Harriers, FC Nordsjælland og IF Skjold Birkerød.
Han skrev under med Walsall på en fri transfer i juli 2004, før han blev frigivet fra sin kontrakt i november 2004. Dakinah fik to førsteholdsoptrædender for Walsall - en i the Football League og en i the League Cup. Dakinah spillede for Kidderminster Harriers' reserver efter hans stop i Walsall.
Han spillede ti kampe for Danmarks U/19-fodboldlandshold.

## Personligt liv
Dakinah har desuden rødder i Sydafrika.